# بيلي هيلدبراند
بيلي هيلدبراند (بالإنجليزية: Billy Hildebrand)‏ هو مدير فني أمريكي، ولد في 1924.